# Arborimus
Arborimus là một chi động vật có vú trong họ Cricetidae, bộ Gặm nhấm. Chi này được Taylor miêu tả năm 1915. Loài điển hình của chi này là Phenacomys longicaudus True, 1890.

## Các loài
Chi này gồm các loài: